# Kubit (dolžinska mera)
Kubit (iz latinskega cubitus, laket, slovensko komolec, laket) je stara dolžinska mera, definirana kot dolžina iztegnjene podlakti od komolca do vrha srednjega prsta. V različnih kulturah je merila od 444 do 529,2 mm. Uporabljala se je predvsem v starem in srednjem veku. V Angliji in na Irskem se še vedno uporablja za merjenje razdalj med pokončnimi palicami v ograjah, pletenih iz protja.

## Staroegipčanski kraljevi kubit
Staroegipčanski kraljevi kubit je najstarejša standardizirana merska enota. Za merjenje se je uporabljala merilna palica z dolžino enega kubita. Ohranilo se je več merilnih palic: dve v grobnici Tutankamonovega zakladnika Maja (Osemnajsta dinastija) v Sakari in ena v grobnici TT8 v Tebah. Štirinajst palic, vključno s palico z dvojnim kubitom, je leta 1865 opisal Lepsius. Njegove palice so merile  523,5 -  529,2 mm. Razdeljeje so bile na sedem palm. Vsaka palma je bila razdeljena na štiri prste, prsti pa na še manjše enote.
Prvi dokazi za rabo kraljevega kubita so iz zgodnjega dinastičnega obdobja. Na Kamnu iz Palerma je zapis, da so poplave Nila med vladavino faraona Djerja dosegle višino 6 kubitov 1 palma. Raba je znana tudi iz Starega kraljestva vsaj tako zgodaj, kot se je gradila Džoserjeva stopničasta piramida (okoli 2700 pr. n. št.).

## Mezopotamske merske enote
Stare mezopotamske merske enote izvirajo iz ohlapno organiziranih mestnih držav v zgodnjem sumerskem dinastičnem obdobju. Vsako mesto, kraljestvo ali ceh trgovcev je imel svoje standarde do nastanka Akadskega kraljestva, ko jih je Sargon Akadski (24.-23. stoletje pr. n. št.) standardiziral. Standard je izboljšal njegov vnuk Naram-Sin, po razpadu Akadskega kraljestva pa je sistem razpadel. Obnovil ga je Nanše Himn iz Tretje urske dinastije, ki je množico standardov zmanjšal na nekaj dogovorjenih skupin. Njegove standarde so prevzeli tudi Babilonci, Asirci in Perzijci.
Klasični mezopotamski sistem merskih enot je postal osnova za elamske, hebrejske, urartske, huritske, hetitske, ugaritske, feničanske, babilonske, asirske, perzijske, arabske in islamske metrologije.  Zaradi poslovanja Mezopotamije s sosednjimi kraljestvi je imel mezopotamski merski sistem vpliv tudi na bronastodobno egipčansko in harapsko  metrologijo. 
Nemški asirolog Eckhard Unger  je med izkopavanji v Nipurju  leta 1916 odkril palico iz bakrove, izdelano okoli leta 2650 pr. n. št. Unger je trdil, da gre za standardno merilno palico. Palica je nepravilno oblikovana in neenakomerno označena in domnevno ustreza sumerskemu kubitu dolžine 518,6 mm.

## Biblijski kubit
Bližnjevzhodni ali biblijski kubit je meril približno 457 mm. Epifan iz Salamine v svoji razpravi O utežeh in merah piše, da se je takrat merilo z biblijskim kubitom (komolcem): »Komolec je merilo, vzeto iz dolžine podlakti, kateri se prištejeta dolžini dlani in iztegnjenega srednjega prsta.«

## Stara Grčija
Starogrški standardno komolec (grško starogrško πῆχυς  pēhys)  je meril približno 460 mm. Kratki komolec (grško starogrško πυγμή pygme, dobesedno pest) se je meril od zapestja do komolca in je meril približno 340 mm.

## Stari Rim
Po Vitruviju je rimski kubit meril 1 1⁄2 rimskega čevlja ali 6 palm, kar znaša približno 444 mm. 120 cm dolg kubit, dolg približno 4 čevlje, se je imenoval rimska ulna in se je uporabljal po celem Rimskem cesarstvu.

## Drugi sistemi
Druge dolžinske merske enote, ki temeljijo na dolžini podlakti, so vatel, kitajski či, japonski šaku, indijska hasta, tajski sok, tamilski mulzaham, mavrski telugu in kmerski hat.

## Laket v grboslovju
V grboslovju je laket lahko desni (dexter) ali levi (sinister),  oblečen ali gol in različno usmerjen, običajno navzgor. Lahko je tudi vodoraven ali  poševen (diagonalen). V pesti je pogosto kakšen predmet, na primer orožje.

## Drugi kubiti
- arabski hašimski kubit (približno 650,2 mm)
- stražni kubit (približno 555,6 mm)
- pergamski kubit (približno 520,9 mm)
- salaminski kubit (približno 484,0 mm)
- perzijski kubit (približno 501, mm)